# 6547 Vasilkarazin
6547 Vasilkarazin (1987 RO3) là một tiểu hành tinh vành đai chính được phát hiện ngày 2 tháng 9 năm 1987 bởi L. I. Chernykh ở Đài vật lý thiên văn Crimean.